# Pardon Me
Singles de Incubus
New Skin
(1998) Stellar
(2000)
Pardon Me est le premier single extrait du troisième opus studio Make Yourself du groupe américain Incubus. Par rapport aux précédents singles du groupe, celui-ci a reçu des critiques bien plus élogieuses, ainsi que des passages plus fréquents à la radio, atteignant notamment la 3e place du Modern Rock Tracks et la 7e du Mainstream Rock Tracks.

## Autour de la chanson
Après une intro dominée par les « scratches » du DJ Kilmore et des samples de la voix de Boyd, le morceau se partage en une structure acoustique pour les couplets, et une « hard-rock » pour les refrains, le guitariste Mike Einziger ressortant le son saturé dont il a su se faire connaitre. Cependant, c'est sous ses nombreuses versions acoustiques que la chanson a gagné en succès auprès du public, poussant Brandon et Mike à souvent préférer cette interprétation à l'originale lors des concerts, et notamment lors d'une représentation à la station californienne KROQ, ce qui permit une plus grande diffusion du single.
Une version acoustique est en outre présente sur l'EP When Incubus Attacks Volume 1, paru quelques mois après la sortie du single.
Selon Brandon, les paroles proviennent d'un article qu'il aurait lu, à propos de la combustion spontanée, et dont il aurait combiné les idées renvoyées par les images avec « des événements de [sa] propre vie, aussi bien heureux que regrettables ».

## Pistes
| 1. | Pardon Me                      | 3:44 |
| 2. | Crowded Elevator               | 4:46 |
| 3. | Pardon Me (version acoustique) | 3:47 |
| 4. | Drive (version acoustique)     | 3:55 |

| 1. | Pardon Me (version acoustique) | 3:47 |